# Anita Wood
Anita Marie Wood Brewer, coneguda també com a Little Bitty i Little (27 de maig de 1938), és una actriu de televisió i cantant estatunidenca i antiga parella d'Elvis Presley. Més tard es va casar amb el jugador de futbol americà de la NFL Johnny Brewer, jugador en la posició de tight end als Cleveland Browns i als New Orleans Saints.
Presley i Wood es van conèixer en 1957 i ja aquell any Presley es referia a Wood com la seva "noia número 1". Van festejar seriosament diversos anys, entre 1957 i 1962. Wood va signar un contracte per treballar com a actriu per la Paramount Pictures, però més tard va deixar la interpretació per Presley. En 1976, Johnny Brewer va demandar la Memphis Publishing Company per libel quan aquesta va informar que Anita Brewer s'havia divorciat de Brewer i reunit amb Presley a Las Vegas. Anita Wood va aparèixer en el show televisiu de Larry King en 2005 per parlar sobre el seu idil·li amb Elvis Presley.
Anita va enregistrar per les discogràfiques ABC-Paramount (1958); Sun (1961); i Santo (1963). Va treballar també en el Show d'Andy Williams (estiu de 1958) i la seva veu apareix, encara que no surt a la llista de cantants, amb Williams en The Hawaiian Wedding Song (Ke Kali Nei Au) (Cançó hawaiana de casament), un cançó que va entrar al Top 15 a començaments de 1959.